# Piața Universității
Piața Universității este o piață importantă în București. Se află în centrul capitalei; forma sa este influențată de modelul haussmannian de „Mare-Intersecție” (La Grande Croisee), delimitând axele nord-sud și est-vest, astfel încât să se încurajeze modernizarea urbană prin influența pariziană. 
Aici se găsesc clădirile Universității București, Teatrului Național "I. L. Caragiale" și Hotelului Intercontinental.
Aici au avut loc evenimentele din primăvara anului 1990, între 13 și 15 iunie 1990, în timpul guvernării FSN.

## Evenimente
În septembrie 2014, Campionatul FIBA Europa 3x3, Campionatele Europene de 3x3 baschet, s-au disputat în Piața Universității.

## Clădiri și monumente
| Clădiri și monumente                  | Istorie și funcțiune |
| ------------------------------------- | --- |
| Universitatea București               | Universitate de stat din București și una dintre cele mai prestigioase instituții de învățământ superior din România. Fondată în 1864, Universitatea din București este a doua universitate modernă a României, după Universitatea din Iași. Mai mulți absolvenți ai Universității s-au afirmat ca personalități de seamă: profesori și cercetători la alte universități din lume, membri ai Academiei Române și ai unor academii din alte țări, scriitori, politicieni (parlamentari, miniștri, prim-miniștri, președinți), diplomați etc. O parte din facultățile Universității sunt amplasate în Palatul Universității din Piața Universității. |
| Palatul Suțu                          | A fost construit la porunca postelnicului Costache Gr. Suțu, palatul a fost ridicat între anii 1833-1835, în stil neogotic, după planurile arhitecților vienezi Conrad Schwink și Johann Veit. Clădirea, declarată monument istoric (cod LMI B-II-m-A-18221), găzduiește în prezent Muzeul Municipiului București. |
| Teatrul Național „Ion Luca Caragiale” | Teatrul Național "I. L. Caragiale" este o instituție publică culturală, aflată în subordinea Ministerului Culturii și Cultelor. Este situat în centrul capitalei, vizavi de Universitate. Actuala clădire a teatrului a fost inaugurată în versiunea ei originală în decembrie 1973 , modificată apoi considerabil în 1983-84, revenindu-se la forma inițială exterioară în 2012-2014. |
| Statuia lui Mihai Viteazul            | Statuia lui Mihai Viteazul este o statuie ecvestră din Piața Universității, operă a sculptorului francez Albert-Ernest Carrier-Belleuse (1824-1887) și este primul monument de această factură din Capitală. Materialul documentar necesar pentru realizarea lucrării i-a fost trimis sculptorului de către Alexandru Odobescu și Theodor Aman. În 1873, statuia de bronz finalizată și soclul de marmură au fost aduse de la Paris la București. Statuia a fost dezvelită la 8 noiembrie 1874, în ziua Sfinților Arhangheli Mihail și Gavril, în piața din fața Academiei (în prezent Palatul Universității) pe locul altarului fostei mănăstiri Sfântul Sava (ctitorită în secolul al XVI-lea de către Ștefan Cantacuzino), în prezența familiei domnitoare, a membrilor guvernului, a corpului diplomatic, a Mitropolitului Nifon, a primarului Gheorghe Manu, a unui numeros public. |
| Statuia lui Ion Heliade-Rădulescu     | Statuia lui Ion Heliade Radulescu a fost realizată din marmură de Ettore Ferrari și dezvelită la 21 noiembrie 1880 la numai nouă ani de la moartea fondatorului Academiei Române. Statuia este înscrisă în Lista monumentelor istorice 2010 - Municipiul București - la nr. crt. 2377, cod LMI B-III-m-A-20058 |

## Galerie

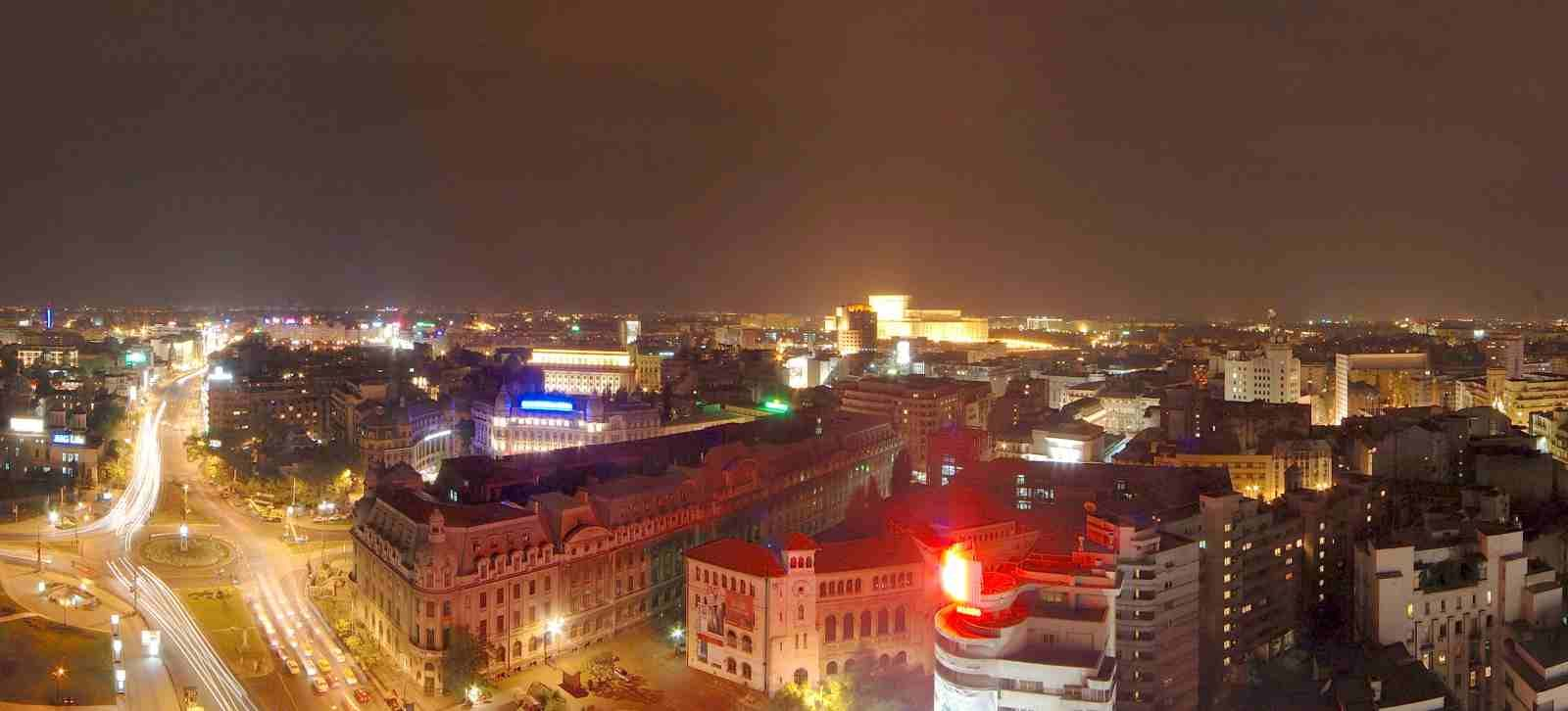
Piața Universității și Palatul Parlamentului în fundal
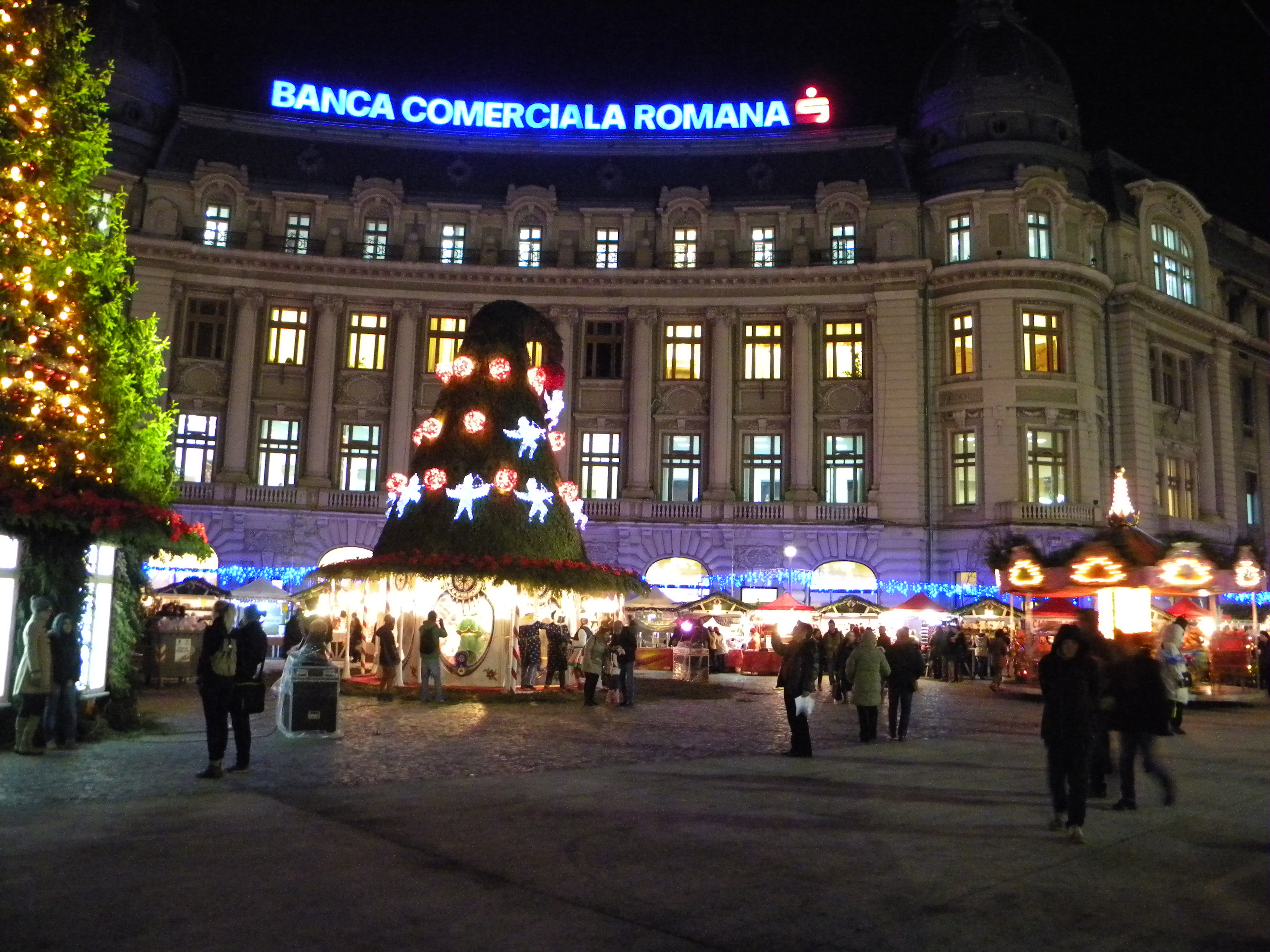
Târg de Crăciun
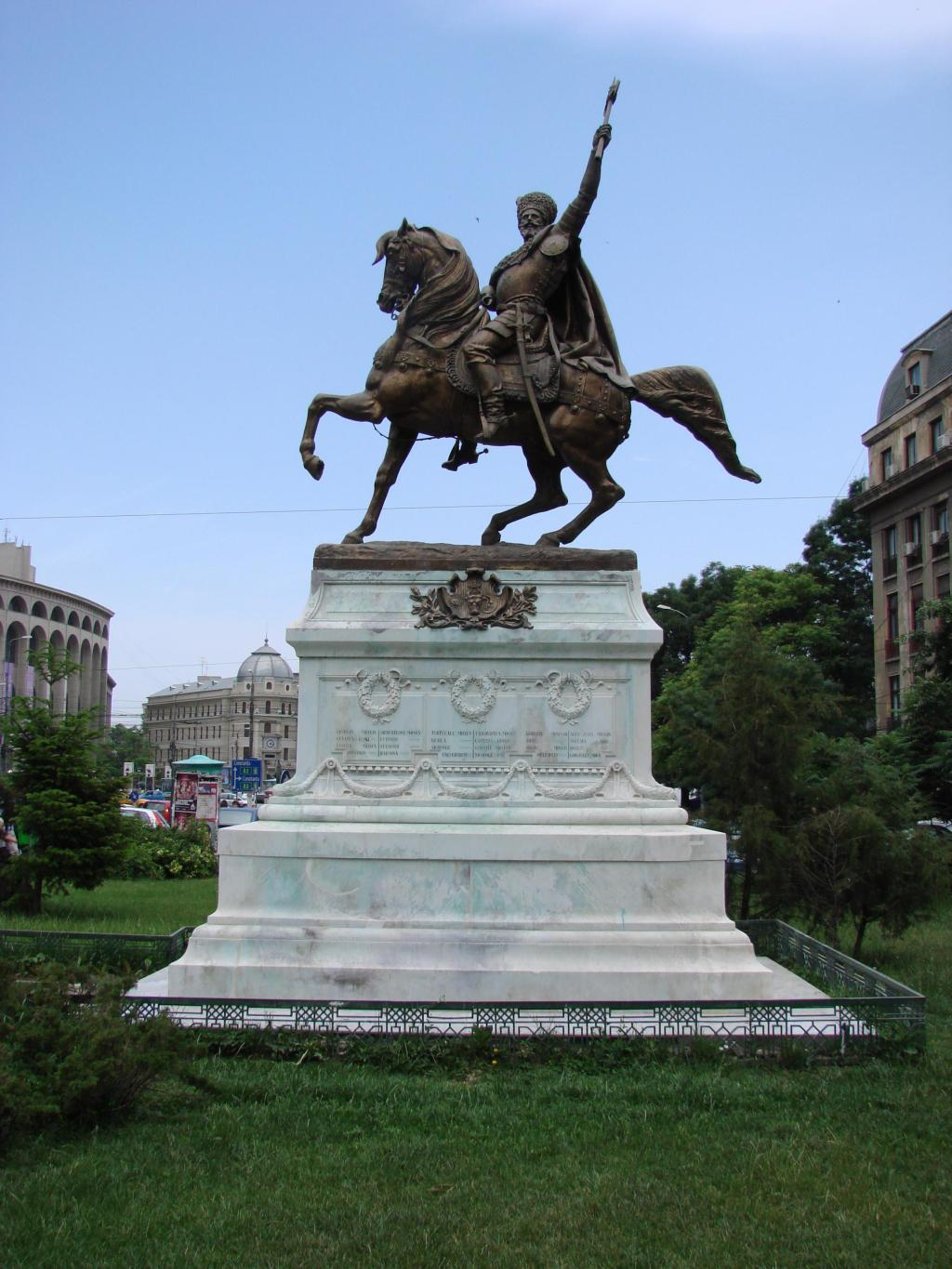
Statuia lui Mihai Viteazul
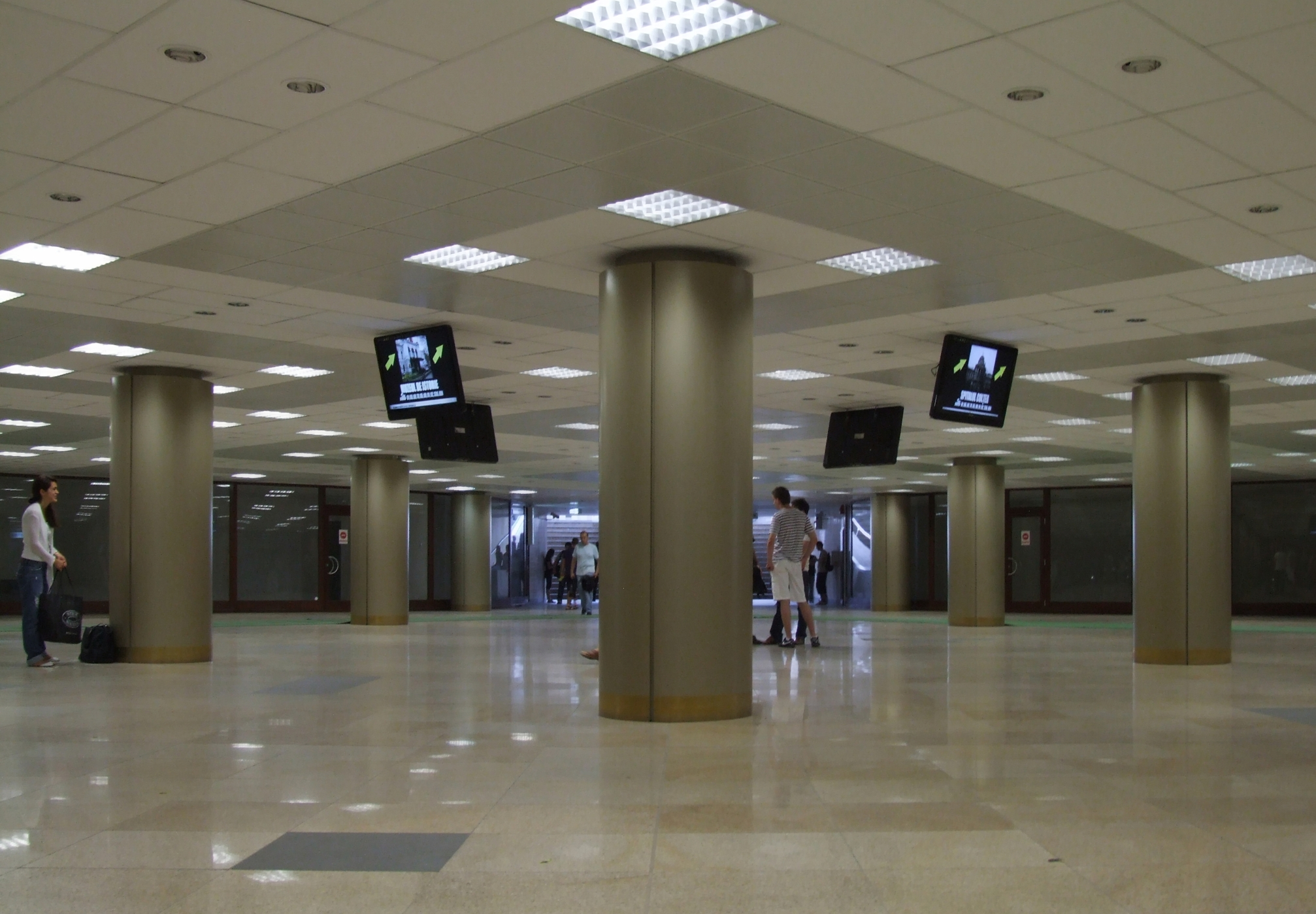
Pasajul Universității